# عبدالرحیم (بازیکن فوتبال)
عبدالرحیم (بنگالی: আবদুর রহিম؛ ح. 1932 – ۳۰ اکتبر ۲۰۰۴) بازیکن و مربی فوتبال اهل پاکستان بود.
وی همچنین در تیم ملی فوتبال پاکستان بازی کرده است.